# Heliotropium abbreviatum
Heliotropium abbreviatum là loài thực vật có hoa trong họ Mồ hôi. Loài này được Rusby mô tả khoa học đầu tiên năm 1895.